# تشاونسي بي. بروستر
تشاونسي بي. بروستر (بالإنجليزية: Chauncey B. Brewster)‏ هو قسيس أمريكي، ولد في 1848 في Windham, Connecticut ‏ في الولايات المتحدة، وتوفي في 9 أبريل 1941.